# ビラマニン鉱
ビラマニン鉱(Villamaninite)は、黄鉄鉱グループに属する硫化銅鉱物で、シュツルンツ分類で第2族の他の元素を少量含む。1920年にスペインのレオン県カルメネスにあるプロビデンシア鉱山（西:mina Providencia）の銅鉱物を調査している際に発見された。これを同定したイギリスの研究者が、輸出のために鉱石を鉄道に積み込んでいたビジャマニンを鉱山のある町と混同して名づけた。
プロビデンシア鉱山のビラマニン鉱は、2つの晶癖を持つ。一般的に、通常1mm以下の大きさの立方体、立方八面体または八面体のものと、直径1cm以下の放射状繊維の団塊である。他の硫化鉱物、特に黄鉄ニッケル鉱、リンネ鉱、斑銅鉱、安四面銅鉱、黄鉄鉱等とともに生じる結晶性の苦灰岩の中で見られる。プロビデンシア鉱山は、ビジャヌエバ・デ・ポンテドの西2.3kmに位置し、1906年から1914年の間に開拓された。鉱石の処理の際の問題のため、採掘は中止されたが、1920年には再開し、最適な処理を研究するため、標本をロンドンに送った。これらの標本の中から、新鉱物としてビラマニン鉱が発見された。しばらくの中断を経て、採掘は1963年まで続いた。
ビラマニン鉱の存在は、世界中の十数か所からも報告されていたが、これまでのところ、肉眼で視認できる標本を入手できたのは、プロビデンシア鉱山のみである。
日本で1969年に発見された福地鉱（Cu3FeS8）は、ビラマニン鉱と同一であるという説があるが、国際鉱物学連合の「新鉱物および鉱物名に関する委員会」からは却下されている。